# ¡Ay, Carmela! (pièce de théâtre)
Pour les articles homonymes, voir ¡Ay, Carmela!.
¡Ay, Carmela! est une pièce de théâtre de José Sanchis Sinisterra écrite en 1986 et créée en 1987.

## Création
La pièce est créée le 5 novembre 1987 au Teatro Principal (es) de Saragosse dans une mise en scène de José Luis Gómez qui interprète également le rôle de Paulino, Verónica Forqué incarnant Carmela. Un an plus tard, les personnages principaux sont interprétés par Manuel Galiana (es) et Kiti Mánver. En 2007 la pièce est jouée au Teatro Fígaro (es) de Madrid dans une mise en scène de Miguel Narros (es), Verónica Forqué reprenant le rôle principal et Santiago Ramos interprétant celui de Paulino.

## Adaptations
La pièce est parfois sous-titrée Elegía de una Guerra Civil, en dos actos y un epílogo, ou encore Carmela y Paulino, variedades a lo fino.
À Buenos Aires, elle est interprétée en 1989 par les acteurs argentins Virginia Lago (es) et Jorge Rivera López dirigés par Dervy Vilas (de). Donnée dans la salle Margarita Xirgu du Casal de Catalunya (es), El Vitral, elle est ensuite emmenée en tournée dans tout le pays. Hector Marrique et Tania Sarabia sont les protagonistes de la version vénézuélienne créée au Teatro Trasnocho de Caracas en 2006 et reprise au Teatro Premium en 2011. En 2013, José Bornás dirige Elisa Matilla (es) et Eduardo Velasco (es) puis Daniel Albaladejo (es) dans sa propre adaptation de l'œuvre.
Carlos Saura en dirige en 1990 la version cinématographique, avec Carmen Maura et Andrés Pajares dans les rôles de Carmela et Paulino, Gabino Diego incarnant l'un des personnages créés pour cette version.
Cette pièce est reprise en France par Isabelle Tanguydans les années 1990.
Elle est également interprétée par la troupe théâtrale du Théâtre de guerre de Sarajevo (SARTR) (en) (compagnie fondée en 1992 durant le Siège de Sarajevo), et jouée par cette compagnie théâtrale bosnienne sans discontinuité à partir de 1999.
En 2000 une version télévisée est réalisée pour Estudio 1 (es), dirigée par Manuel Iborra avec Juan Diego et de nouveau Verónica Forqué.
En 2013, Virginie Rodriguez et Serge Balu, avec Jean-Baptiste Guintrand à la mise en scène, créent une adaptation de la pièce pour la Cie AFAG Théâtre. 
En 2021, la Compagnie les Funambules crée une adaptation pour le Festival d'Avignon Off, avec Caroline Fay et Lionel Sautet, ce dernier assurant aussi l'adaptation et la mise en scène. Il choisit notamment d'y ajouter des chansons issues du répertoire des chants républicains.

## Trame
L'action se déroule en 1938 pendant la Guerre civile espagnole dans une salle de théâtre de Belchite, en zone nationaliste. Carmela et Paulino, un couple de comédiens ambulants, se sont égarés hors des lignes républicaines et doivent jouer devant un parterre composé de franquistes, de fascistes et de nazis. Assistent aussi à la représentation des brigadistes prisonniers qui seront fusillés le lendemain matin.

## Titre de la pièce
« ¡Ay, Carmela! » est le refrain et l'un des titres (El paso del Ebro, El Ejército del Ebro, Viva la quince brigada...) des nombreuses versions d'une chanson populaire espagnole, née en 1808 dans la Guerre d'indépendance espagnole contre Napoléon Ier et reprise plus tard par les soldats républicains et les volontaires des Brigades internationales pendant la Guerre civile (1936-1939) comme à la fin de la pièce.